# Jawełna
Jawełna, andryla (Andryala L.) – rodzaj roślin z rodziny astrowatych (Asteraceae). Obejmuje 20–25 gatunków. Występują one w basenie Morza Śródziemnego i na Wyspach Kanaryjskich. W południowej Europie rośnie 5 gatunków. W Polsce uprawiana jest jawełna całolistna A. integrifolia oraz jawełna Agardha A. agardhii. Pierwszy z tych gatunków bywa rejestrowany jako przejściowo dziczejący. 
W środkowej Hiszpanii sok mleczny z korzenia Andryala ragusina wykorzystywany jest jako guma do żucia.

## Systematyka
Rodzaj z podplemienia Hieraciinae, plemienia Cichorieae podrodziny Cichorioideae w obrębie rodziny astrowatych (Asteraceae). 
Wykaz gatunków
- Andryala agardhii Haens. ex DC. – jawełna Agardha, andryla Agardha
- Andryala arenaria (DC.) Boiss. & Reut.
- Andryala atlanticola H.Lindb.
- Andryala × brievaensis García Adá
- Andryala × caballeroi Font Quer
- Andryala chevallieri Barratti ex L.Chevall.
- Andryala christii G.Kunkel
- Andryala cossyrensis Guss.
- Andryala crithmifolia Aiton
- Andryala dentata Sm.
- Andryala × estremadurensis Talavera & M.Talavera
- Andryala × faurei Maire & Maire
- Andryala glandulosa Lam.
- Andryala integrifolia L. – jawełna całolistna, andryla całolistna
- Andryala laevitomentosa (Nyár. ex Sennikov) Greuter
- Andryala maroccana (Caball.) Maire
- Andryala nigricans Poir.
- Andryala perezii M.Z.Ferreira, R.Jardim, Alv.Fern. & M.Seq.
- Andryala pinnatifida Aiton
- Andryala ragusina L.
- Andryala rothia Pers.
- Andryala spartioides Pomel ex Batt. & Trab.
- Andryala tenuifolia (Tineo) DC.
- Andryala × toletana Talavera & M.Talavera
- Andryala webbii Sch.Bip. ex Webb & Berthel.